# Alexander Ralston
Alexander Ralston (1771 – 5 janvier 1827) est l'un des urbanistes de la ville d'Indianapolis.

## Sources
- (en) Coleman, Christopher Bush, Indiana Magazine of History, Indiana Historical Society, 1920 (lire en ligne)
- (en) Nowland, John, Indiana Magazine of History, Indiana Historical Society, 1918